# Титово (Шаблыкинский район)
Титово — село в Шаблыкинском районе Орловской области России. 
Административный центр Титовского сельского поселения в рамках организации местного самоуправления, административный центр Титовского сельсовета в рамках административно-территориального устройства.

## География
Расположено в 9 км к югу от райцентра, посёлка городского типа Шаблыкино, и в 65 км к юго-западу от центра города Орёл.

## Население
| 2002 | 2010 |
| ---- | ---- |
| 222  | ↘219 |

Согласно результатам переписи 2002 года, в национальной структуре населения русские составляли 97 % от жителей.